# Casa mia, donna mia
Casa mia, donna mia è un film del 1923 diretto e interpretato da Charles Krauss.
Le riprese del film furono effettuate ad Aci Trezza, nel Catanese.